# Пинава (заказник)
Пинава (Пінава)  — лісовий заказник місцевого значення в Україні. Розташований у межах Свалявського району Закарпатської області, на південний схід від села Ганьковиця. 
Площа 30 га. Статус надано згідно з рішенням облвиконкому від 18.11.1969 року № 414, ріш. ОВК від 25.07.1972 року № 243, ріш. ОВК від 23.10.1984 року № 253. Перебуває у віданні ДП «Свалявське ЛГ» (Ганьковецьке лісництво, кв. 25, 21). 
Статус надано з метою збереження частини лісового масиву з високопродуктивними насадженнями ясена, клена, бука і в'яза. 